# Arnprior
Arnprior är en ort i Kanada.   Den ligger i provinsen Ontario, i den sydöstra delen av landet, 50 km väster om huvudstaden Ottawa. Arnprior ligger 72 meter över havet och antalet invånare är 9 607. Den ligger vid sjön Lake Madawaska.
Terrängen runt Arnprior är huvudsakligen platt. Arnprior ligger nere i en dal. Runt Arnprior är det ganska glesbefolkat, med 29 invånare per kvadratkilometer.. Det finns inga andra samhällen i närheten. 
Omgivningarna runt Arnprior är en mosaik av jordbruksmark och naturlig växtlighet.